# Descamps 27 C1
Le Descamps 27 C1 est un chasseur monoplace biplan conçu en 1919 en France par le constructeur Voisin, sous la direction de l'ingénieur Elysée Alfred Descamps. Ce modèle unique se distingue par une architecture particulière, avec une aile inférieure en retrait pour offrir au pilote une meilleure visibilité vers l'avant et vers le bas.

## Conception
Le Descamps 27 était un biplan à deux baies avec des ailes de même envergure et cordon constants. Il présente un léger stagger (en) avant, améliorant le champ de vision du pilote depuis son cockpit ouvert sous le bord de fuite de l'aile supérieure. Le moteur Hispano-Suiza 8Fb, un huit cylindres en V de 223 chevaux, propulse une hélice bipale. Le fuselage présente une structure à flancs plats, avec des radiateurs pour le refroidissement. À l’arrière, un empennage compact et un gouvernail profond augmentent la maniabilité. Le train d’atterrissage est classique, avec un essieu unique renforcé.

## Performances
Le Descamps 27 C1 pouvait atteindre une vitesse maximale de 230 km/h au niveau de la mer et dispose d’une autonomie de 2 heures de vol. Il grimpait jusqu’à 2000 mètres en 4 minutes et 46 secondes, avec des performances respectables pour un appareil de l'époque.

### Armement
L'armement du Descamps 27 C1 se composait de deux mitrailleuses de 7,7 mm, synchronisées et fixées sur le dessus du fuselage, tirant vers l’avant.

## Abandon
Malgré ses performances satisfaisantes lors des essais comparatifs, le gouvernement français a préféré le Nieuport 29 pour la production en série. Le développement du Descamps 27 fut alors abandonné après la construction du seul exemplaire.

## Spécifications
Année de premier vol : Printemps 1919
Nombre construit : 1
Longueur : 6,95 mètres
Envergure : 9,85 mètres
Hauteur : 2,57 mètres
Surface alaire : 23,1 m²
Poids à vide : 732 kg
Poids en charge : 1071 kg
Motorisation : Hispano-Suiza 8Fb
Type de moteur : V-8, refroidi par eau
Puissance du moteur : 223 chevaux
Nombre de pales de l’hélice : 2
Vitesse maximale au niveau de la mer : 230 km/h
Vitesse de croisière à 7000 m : 172 km/h
Temps de montée à 2000 m : 4 minutes 46 secondes
Autonomie de vol : 2 heures
Armement : 2 mitrailleuses synchronisées de 7,7 mm